# Ludekia bernardoi
Ludekia bernardoi är en måreväxtart som först beskrevs av Elmer Drew Merrill, och fick sitt nu gällande namn av Colin Ernest Ridsdale. Ludekia bernardoi ingår i släktet Ludekia och familjen måreväxter.
Artens utbredningsområde är Filippinerna. Inga underarter finns listade i Catalogue of Life.